# Eleocharis crinalis
Eleocharis crinalis är en halvgräsart som först beskrevs av August Heinrich Rudolf Grisebach, och fick sitt nu gällande namn av Charles Baron Clarke. Eleocharis crinalis ingår i släktet småsäv, och familjen halvgräs. Inga underarter finns listade i Catalogue of Life.